# Harring (Weyarn)
Harring ist eine Wüstung in der Gemeinde Weyarn.
Die Einöde war ein Gemeindeteil von Weyarn, der 1987 bereits unbewohnt war. Ihre Lage war auf der Gemarkung Gotzing etwa 100 Meter westlich von der Einöde Schliershofer. Ihre letztmalige Darstellung auf der topografischen Karte erfolgte in der Ausgabe von 2002. Die Ausgabe von 2008 zeigt den Ort bereits devastiert.
Ursprünglich war Harring ein Ort der Gemeinde Gotzing.